# 20482 Dustinshea
20482 Dustinshea este un asteroid din centura principală de asteroizi.

## Descriere
20482 Dustinshea este un asteroid din centura principală de asteroizi. A fost descoperit pe 14 iulie 1999 la Socorro, New Mexico, în cadrul proiectului LINEAR. Asteroidul prezintă o orbită caracterizată de o semiaxă mare de 2,44 ua, o excentricitate de 0,16 și o înclinație de 3,4° în raport cu ecliptica.